# جعفرآباد (ایلام)
جعفرآباد، شهری در بخش سیوان شهرستان ایلام در استان ایلام ایران و مرکز تجمع ایل میشخاص است. این شهر مرکز بخش سیوان است. شهر جعفرآباد در فاصله ۱۸ کیلومتری شهر ایلام و در بالا دست سد ایلام واقع شده است.

## مردم‌شناسی
مردم شهر جعفرآباد از ایل میشخاص هستند و به زبان کردی ایلامی تکلم می‌کنند.
پوشش مردم این منطقه پوشاک کردی  می‌باشد.
شغل اصلی مردمان این منطقه کشاورزی و دامپروری بوده و با تولید محصولات کشاورزی مرغوب می‌توان نام این منطقه را جزء قطب‌های تولید موادغذایی نام برد.

## کشاورزی
از محصولات عمدۀ کشاورزی این منطقه می‌توان به توت فرنگی، گوجه سبز، آلو، زردآلو، انجیر، گندم، جو، خیار، گوجه محلی، سیب درختی، کدو، گردو، توت درختی، هلو انجیری، بادام، تمشک و انگور اشاره نمود. این روستا بعضا به خاطر زردآلو و هلوهای معروفش باعث جذب توریست شده است و سالانه توریست‌هایی به این منطقه سفر می‌کنند. 

## سوغات
با سفری به این منطقه زیبا می‌توان از سوغات کهن و دیرینه این منطقه بهره جست، از سوغات‌های معروف این منطقه می توان به سوغاتی‌های بژی برساق، کله کنجی، جاجیم، جارو، شلکین، بنوک، گمه گه، توف، کریه (کره) و روین دان (روغن حیوانی) اشاره کرد.

## جمعیت
بر پایه سرشماری عمومی نفوس و مسکن در سال ۱۳۹۵، جمعیت شهر جعفرآباد برابر با ۲٬۲۳۷ نفر (۶۲۱ خانوار) بوده‌است.

## سبک معماری شهری
در جعفرآباد فضایی از معماری شکل گرفته که خود مردم روستا هم کمتر به این قضیه توجه دارند و آن ویژگی این است که روی بیشتر دیوارهای خانه ها در و پنجره های متعدد تعبیه شده است. اینکه به هر دلیلی این معماری در خانه های روستا شکل گرفته کار مثبتی است زیرا ورود نور و هوای تازه در خانه باعث سلامتی بیشتر می شود و علاوه بر سلامتی، داشتن پنجره و تابش نور خورشید باعث روشنایی بیشتر خانه ها می شود.